# Арташаван
Арташава́н (арм. Արտաշավան) — село на востоке Арагацотнской области, Армения.

## География
Село расположено в 12 км к северу от города Аштарака и в 27 км к югу от города Апарана. В 2 км к юго-востоку, на реке Касах, расположено село Сагмосаван, в 6 км к югу расположено село Оганаван, в 5 км к югу расположено село Уши, а в 7 км к северу расположено село Апнагюх.

## Население
По данным «Кавказского календаря» 1912 года в селе Иланчалан Эчмиадзинского уезда Эриванской губернии жило 687 человек, в основном курдов.
| Год  | Численность | Численность |
| ---- | ----------- | ----------- |
| 1873 | 286         | [ 3 ]       |
| 1897 | 485         | [ 3 ]       |
| 1926 | 602         | [ 3 ]       |
| 1939 | 548         | [ 3 ]       |
| 1959 | 331         | [ 3 ]       |
| 1970 | 493         | [ 3 ]       |
| 1989 | 666         | [ 4 ]       |
| 2001 | 624         | [ 3 ]       |
| 2011 | 589         | [ 5 ]       |

## Транспорт
Село расположено на участке Аштарак — Апаран трассы Ереван — Спитак. Кроме транзитного транспорта, из села следует автобус № 505 «Арташаван—Оганаван—Ереван» (стоимость 350 драм) и маршрутка № 506 «Арташаван—Оганаван—Ереван» (стоимость 350 драм).

## Достопримечательности
В селе расположена церковь VII века.

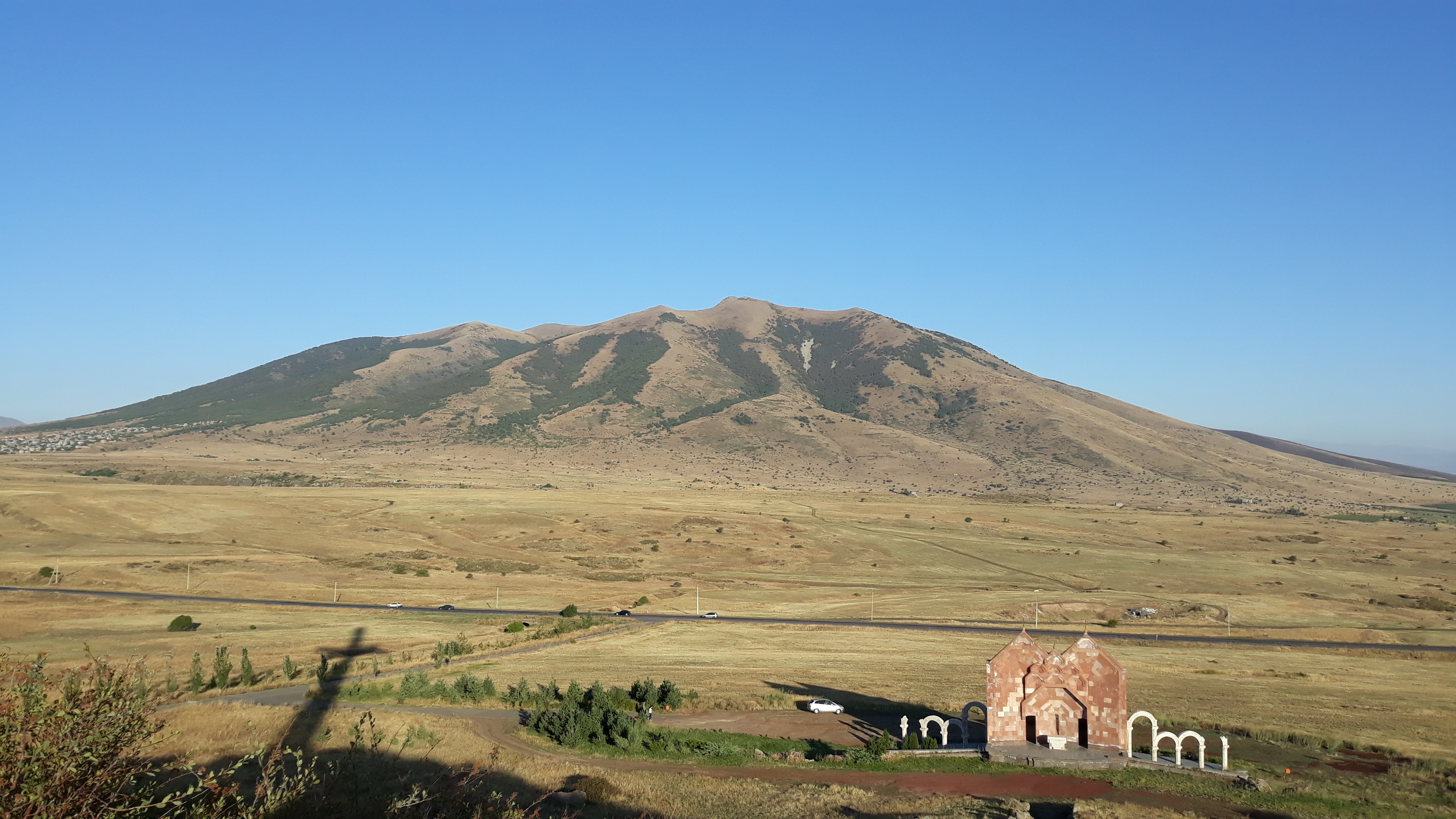
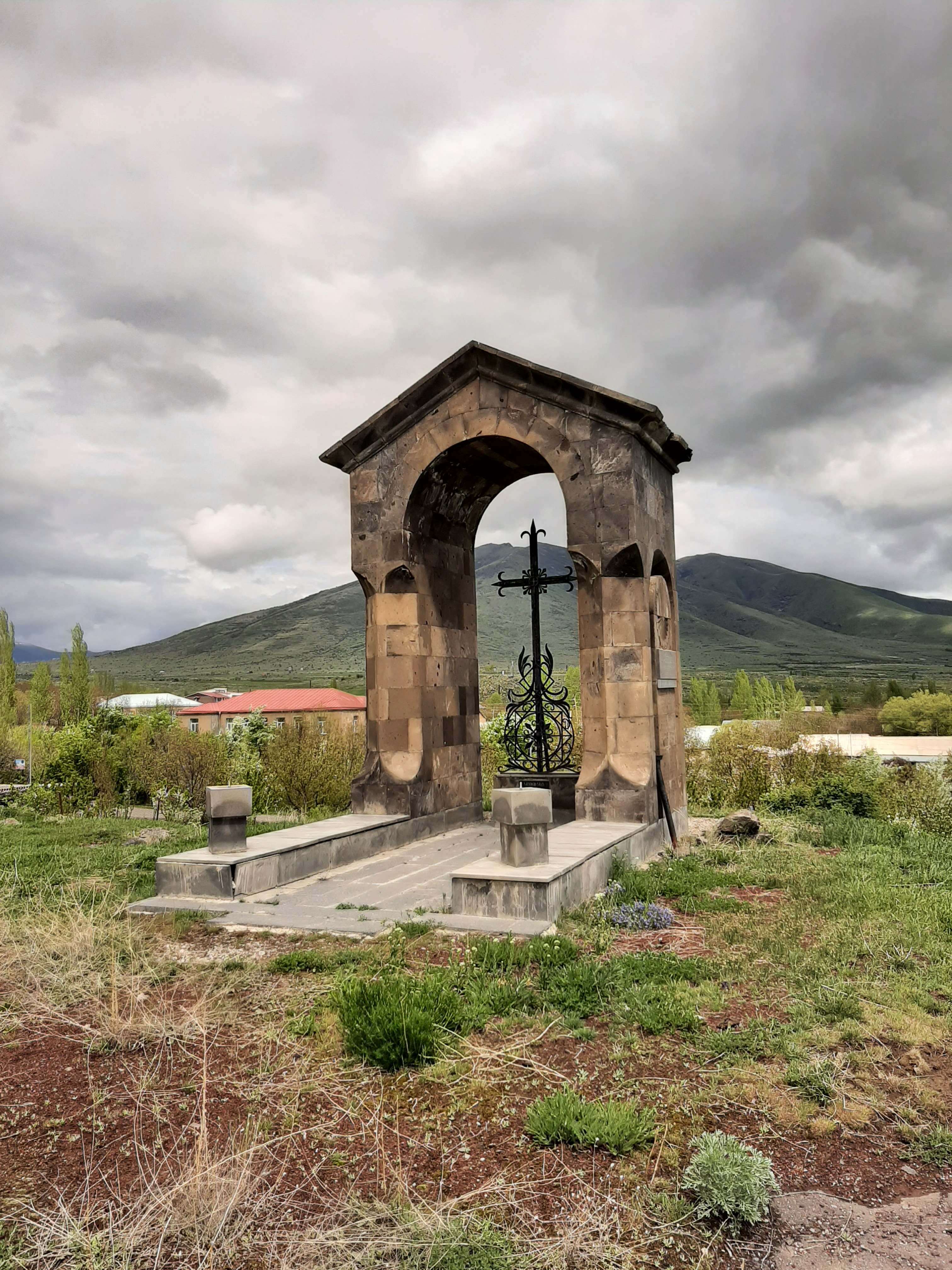
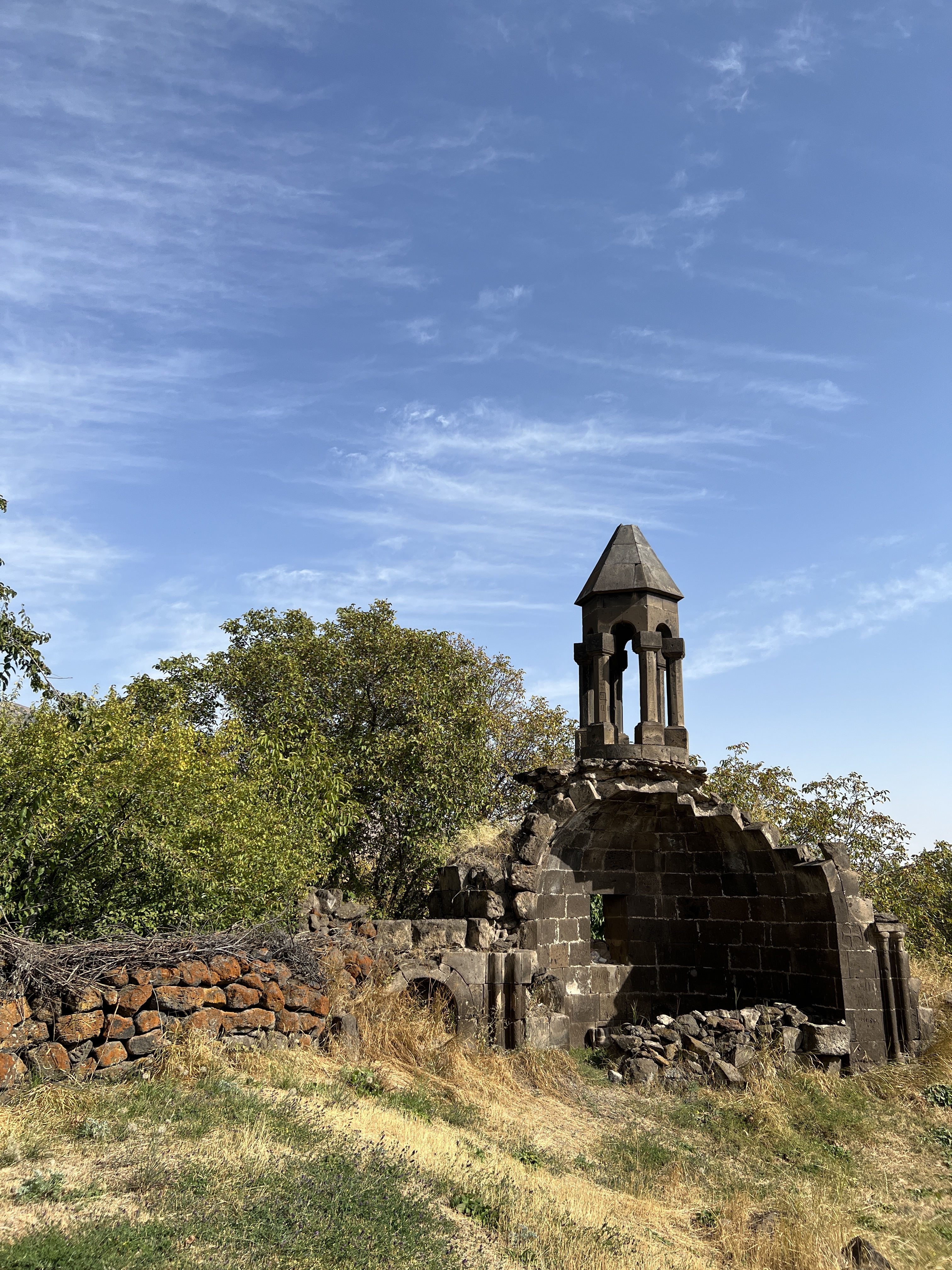
Останки церкви Святого Тадевоса, XII век
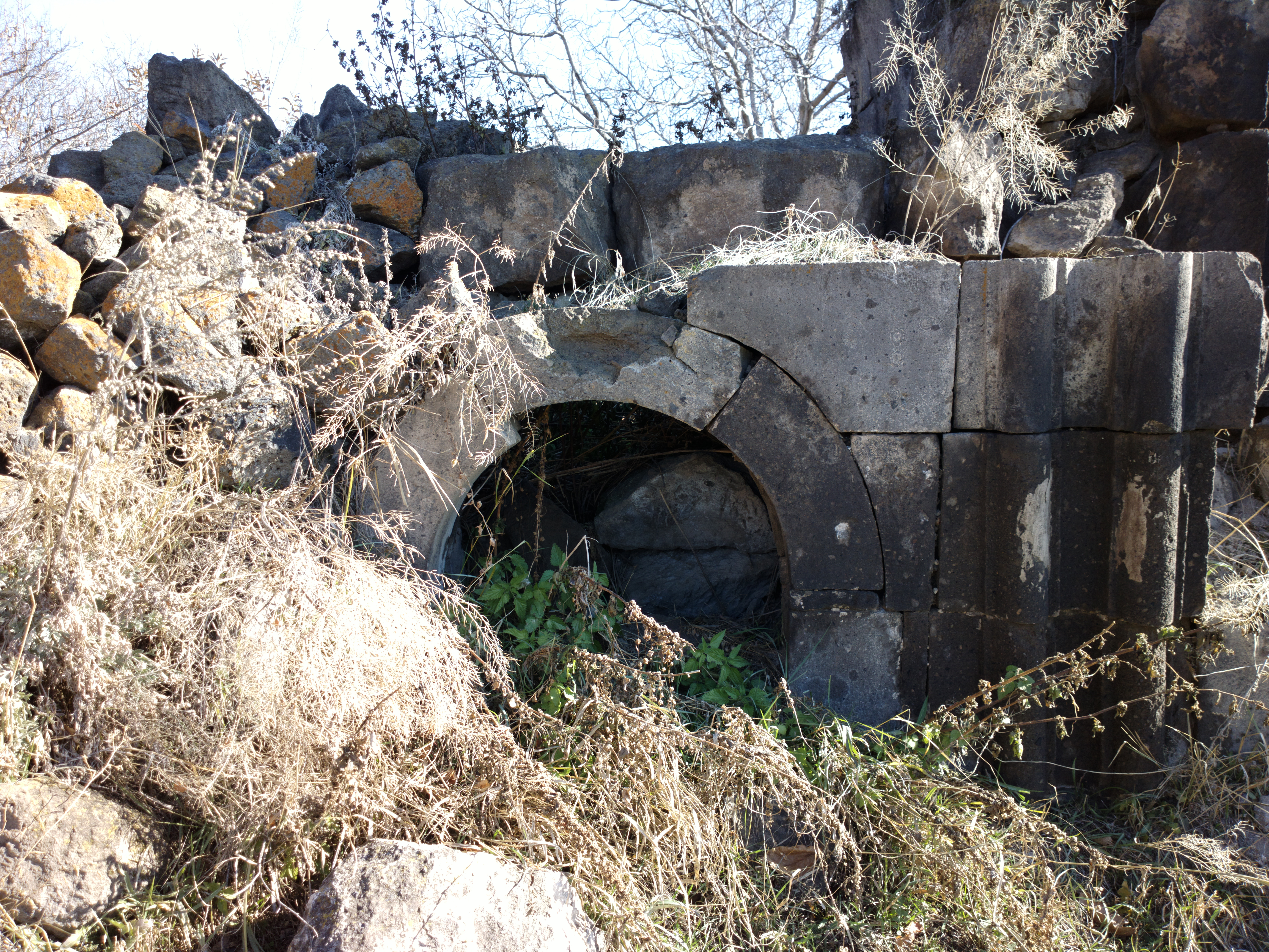
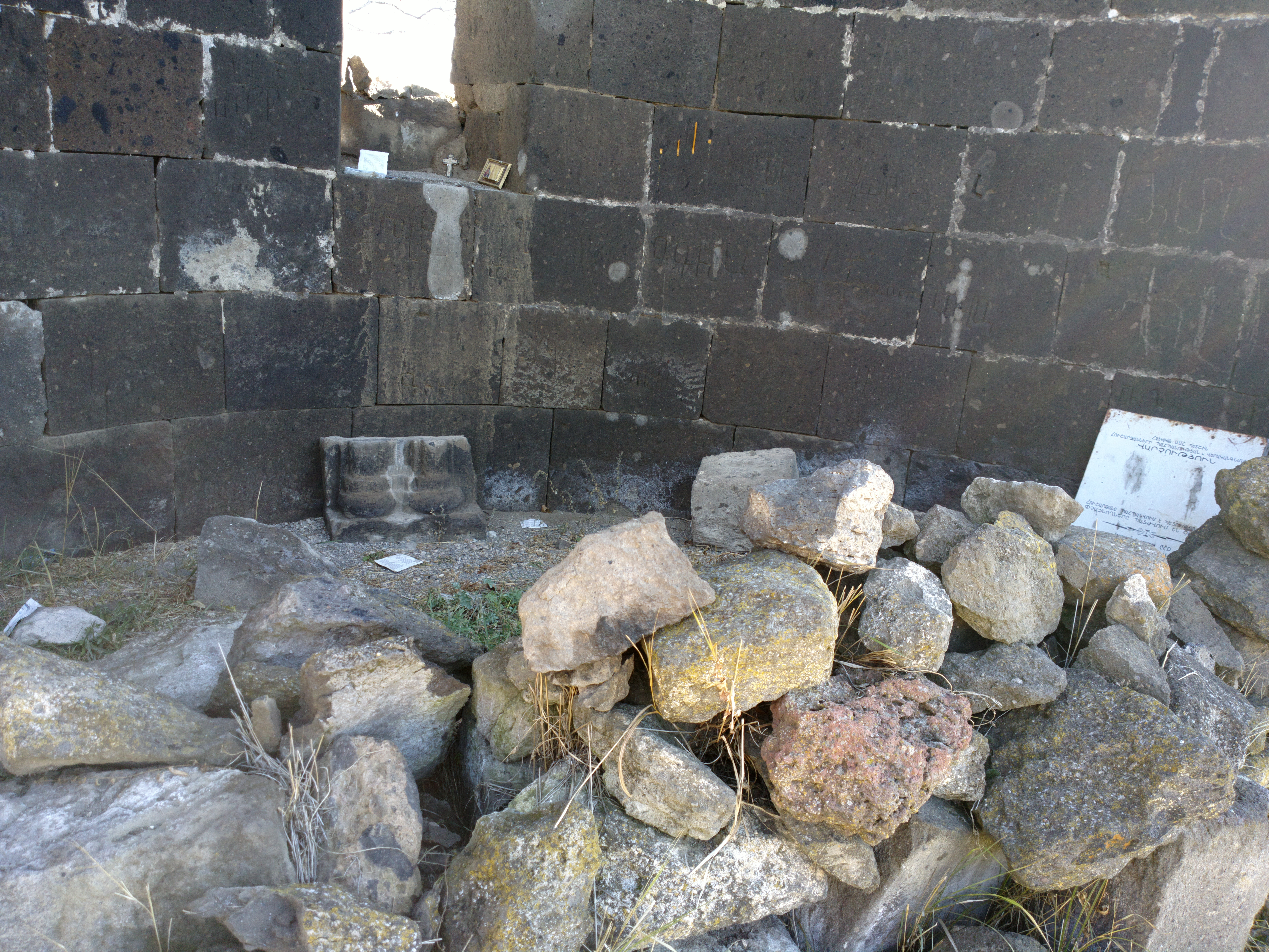
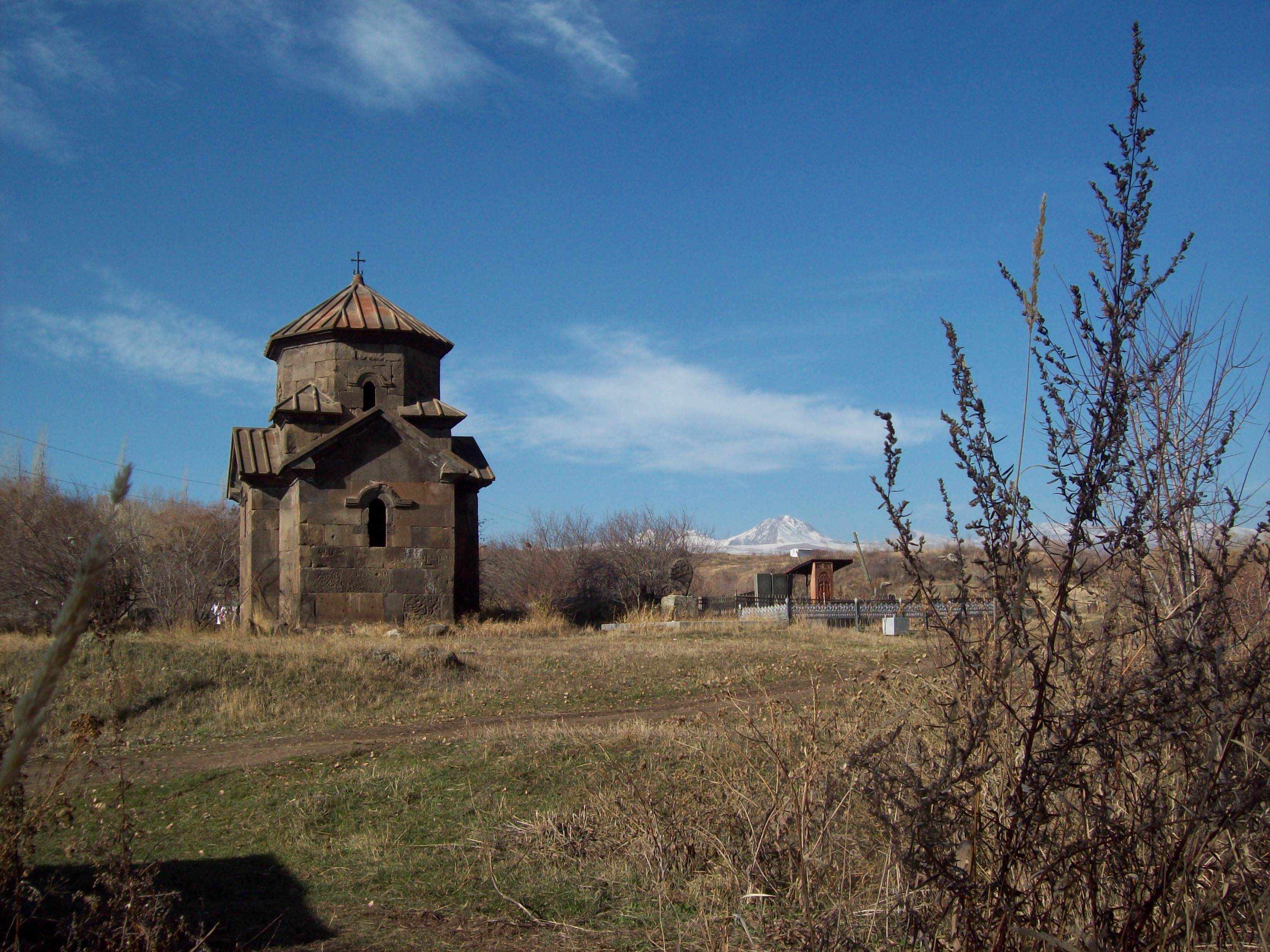
Церковь Сурб Аменапркич, VII век
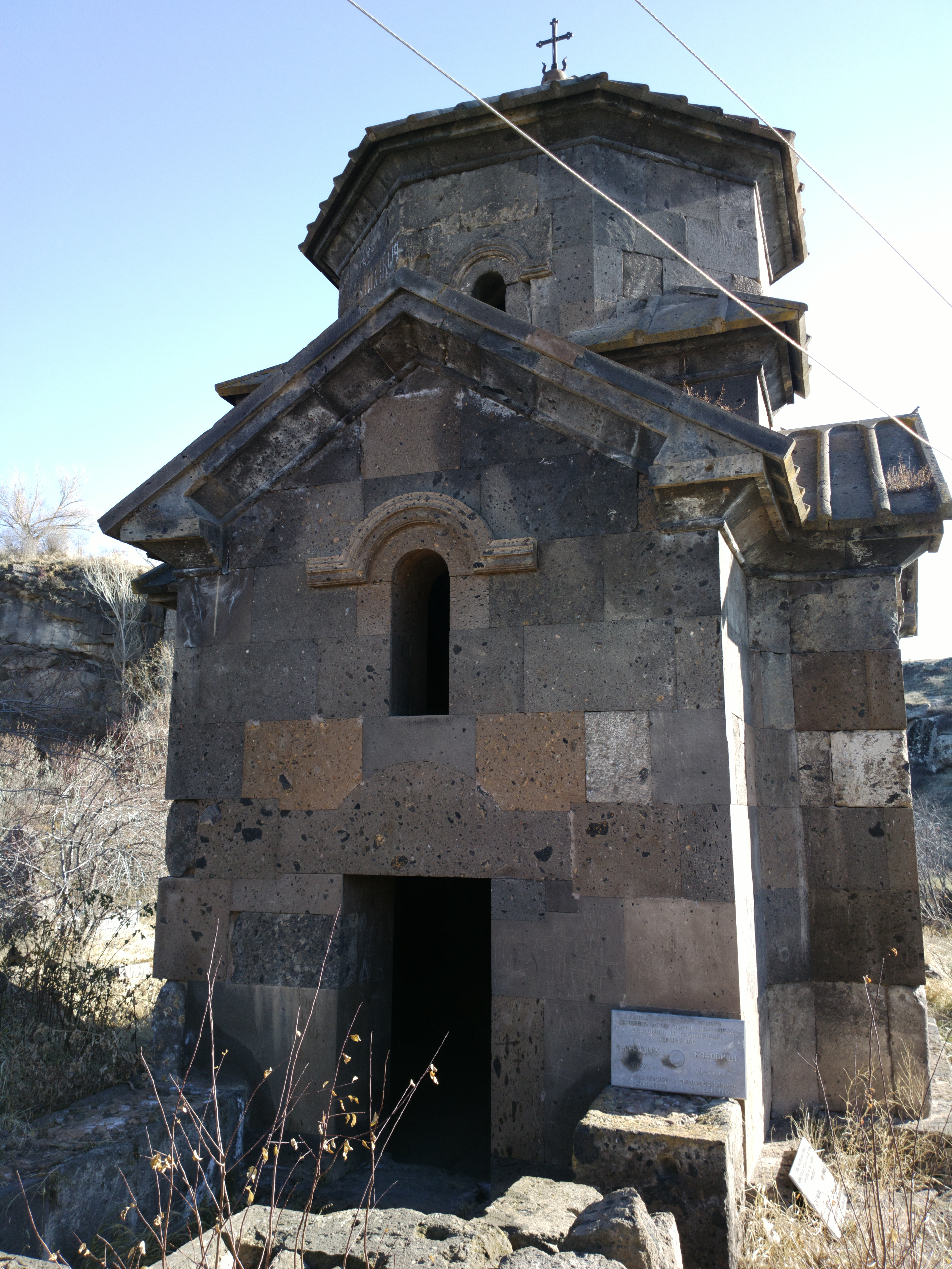

## Обстановка
Строительство в Арташаване трубопровода, обеспечивающего подачу питьевой воды и внутренней системы распределения воды, является очередным серьёзным шагом в направлении решения проблемы подачи питьевой воды. В Арташаване расположен радар, который отслеживает градовые облака и контролирует их. На случай града у подножия Арагаца расположено градобойное орудие, которое будет препятствовать порче урожая. Ежегодно град наносит большие убытки сельскому хозяйству региона.

## Климат
Климат сухой и жаркий.